# Инжењер
Инжењер је лице вишег или високог образовања у једној или више техничких и инжењерских дисциплина. Инжењер се бави решавањем практичних проблема при чему води рачуна да решења буду безбедна и економична. Он користи знања која почивају на научним и математичким законима и вештине и искуства (своја и других) које стиче током целог живота. 
Етимолошки, реч „инжењер“ потиче од латинске речи „ingeniosus“ што у слободном преводу значи надарен, способан да пронађе нешто ново, неко ново решење (инвентиван).. У Србији се инжењер користи као синоним за „дипломирани инжењер“ што је била једна од титула по завршетку природних и техничких факултета. Са друге стране реч инжењер у енглеском језику нема потпуно исто значење као у Србији, па тако на енглеском језику реч „engineer“ (енгл. „машиниста“) односи се на лице са завршеним основним образовањем и обуком из одговарајуће инжењерске струке.

## Делатност-посао инжењера
Инжењери се баве решавањем различитих проблема и/или задатака за различите потребе. Инжењер користи знања која почивају на научним и математичким законима и вештине које стиче током рада.
Нема велике разлике између инжењера 20-ог и 21-ог века, осим што инжењер 21-ог века за свој рад користи нова знања о материјалима и технологијама које примењује у свом раду. Савремен инжењер у свом раду користи сва средства на располагању. Примена рачунара у пословима пројектовања инжењерима омогућавају убрзавање појединих активности, сагледавање инжењерских проблема у тродимензионалном простору, разне врсте анализа по предефинисаним математичким рачунским моделима и др.
Када решење проблема није очигледно, креирање (стварањем) одговарајућег модела проблема инжењерима омогућава да га анализирају и испробају могућа решења.
Обично може постојати више прихватљивих инжењерских решења и она се називају „варијантна решења“. Варијантна решења се вреднују у погледу њихових особина и врши одабир оних која испуњавају највише пројектних захтева. У сржи инжењерског пројектовања су компромиси, а најбољи пројекат је онај који испуњава највише захтева.
У одабиру варијантних решења ради се и економска анализа која је један од критеријума одабира коначног инжењерског решења које се назива техничко решење. Економски оправдана решења морају бити технички исправна и безбедна за коришћење, односно, употребу.

### Подела инжењера по врсти посла који обављају
Под термином „инжењерско решење“ се подразумева решење проблема које је решење на постављени пројектни задатак, које је безбедно, и квалитетом задовољава стандарде и правила струке. Инжењери који се баве овиме називају се пројектанти. 
Поред инжењера пројектаната, постоје инжењери који се баве извођењем, инжењери који се баве надзором над извођењем или производњом, инжењери шефови пројеката и др. Ова подела је везана за конкретне послове или пројекте при чему инжењери добијају одређене додатне задатке у циљу што боље координације, контроле и постизања квалитета и др. 

## Инжењерско образовање
Раније је на појединим факултетима постојала организована настава у виду четири семестра. Особа која би положила све испите који су предвиђени програмом та четири семестра, стекла би титулу „погонски инжењер“ или инжењер првог степена. Касније су факултети престали да дају ове врсте диплома, а титулу инжењер добијали су они који су завршили техничке Више школе. Уз име и презиме лица са образовањем инжењера су додавали/додају скраћеницу титуле инж.
У истом периоду, за стицање звања другог степена, на природним и техничким факултетима у Србији настава је била организована у виду осам до десет семестара. Након полагања свих испита који су везани за предмете који су предавани, студент-кандидат добијао је задатак да напише дипломски рад из области коју је студирао, а који је пријављивао за одабрану пред комисијом. Лице које је одбранило дипломски рад стицало је титулу „дипломирани инжењер“ из одређене области. Лице које је стекло диплому уз име и презиме додаје/додавало је скраћеницу титуле дипл.инж.
Усклађивањем високог школства у Србији са Болоњском декларацијом, према Закону о високом образовању од 2006. године факултет и више школе, сада високе школе извршиле су измене у наставним програмима, организацији наставе, начину оцењивања и врстама звања-диплома које издају својим полазницима по завршетку школовања. Степен студија одређен је Законом о високом образовању, а стручни, академски, односно научни назив утврђује се студијским програмом.
Према актуелном систему образовања у Србији студије првог степена су:
1) основне академске студије;
2) основне струковне студије;
3) специјалистичке струковне студије.
Студије другог степена су:
1) мастер академске студије;
2) мастер струковне студије;
3) специјалистичке академске студије.
Студије трећег степена су докторске академске студије.

Увођењем ових измена у образовном систему Србије, престало је школовање по претходном систему и издавање диплома са називом дипломирани инжењер.
У Републици Србији Инжењерска Комора Србије или надлежно Министарство додељује инжењерима лиценце за рад.